# 埃尔季利区
埃尔季利区（俄语：Эртильский район）是俄罗斯联邦沃罗涅日州下辖的一个区，其行政中心为埃尔季利。据2016年统计，该区的人口为23412人。